# Johan Ulrik Wertmüller
Johan Ulrik Wertmüller, född 12 april 1712 i Stockholm, död 21 januari 1780 i Jakobs församling, Stockholm, var en svensk hovapotekare och kunglig livmedikus.

## Biografi
Wertmüller var son till apotekaren Johan Ulrik Wertmüller och Juliana Brandt och gift med Maria Ravens samt far till apotekaren Johan Fredrik Wertmüller, målaren Adolf Ulrik Wertmüller och medicine doktor Carl Henrik Wertmüller samt ytterligare sex barn. Han ägde och drev apoteket Lejonet i Stockholm åren 1730–1780 och vid hans död drev änkan och sonen apoteket vidare till 1794.
Vid hans frånfälle upprättades en bouppteckning som visar att han var en förmögen person, förutom apoteket ägde han stenhus vid Norrmalmstorg värderat till 5000 riksdaler specie samt ett stenhus på Fredsgatan i kvarteret Tigern på Norrmalm värderat till 2777 riksdaler specie, en murad grav i Jakobs kyrka samt 1/32-dels part i Riddarhyttans bruk i Västmanland.